# 道後山高原スキー場
道後山高原スキー場（どうごやまこうげんスキーじょう）は、広島県庄原市にあるスキー場。
比婆道後帝釈国定公園のふところ、道後山（標高1,271m）とその稜線、岩樋山南斜面にあり、県北（備北地域）でも指折りの歴史を持つ名門スキー場。夏場には登山・ハイキングコースとなる。スノーマシンなど人工降雪装置を採用していない全くの天然雪のため、雪の量は少なめだがソフトな雪質。レディースデー・シニア料金など低リフト料金に力を入れている。メインコースが片斜面ぎみでリフトも少なく、全くの初心者には少々難易度が高い。

## シーズン
毎年12月中旬から3月中旬まで滑走可能。（積雪状況によって開始時期はかなり変動している。）

## アクセス
鉄道利用は芸備線があるが、便数は非常に少なく駅からも遠い。来場者の大半は自動車を利用している。

### 鉄道利用
最寄駅：JR芸備線 備後落合駅または道後山駅（両駅とも無人駅。タクシーも常駐しないので注意）
駅より約12km。タクシーで約20分。

### 自家用車利用
- 中国自動車道 東城IC→国道314号→国道183号→県道250号　 16.5km、30分
- 中国自動車道 庄原IC→国道183号→県道250号　29.0km、45分
- 島根方面より 奥出雲町から国道314号を通り広島県へ
- 駐車場　合計収容台数 / 1000台
- 料金(普通車) / 無料

## コース
- 「チャンピオンコース」最大斜度35度の上級者むけコース。
- 「パノラマコース」ハイキングコースを利用し、美しい樹林を抜けていく名物コース。上級・中級者むけ。
- 「ダウンヒルコース」ナイター設備のあるメインコース。やや片斜面ぎみ。中級・初心者むけ。

## リフト
最新のリフトではないために、速度は非常に遅い。
- 道後山ロマンスリフト（2人乗り）ダウンヒルコース
- 月見ヶ丘ペアリフト（2人乗り）チャンピオン・パノラマコース